# Pat Patterson
Pierre Clermont (Montreal, 19 de janeiro de 1941 – 2020) mais conhecido por seu ring name Pat Patterson, foi um lutador de wrestling profissional américo-canadense. Trabalha para a WWE como consultor de criação. Foi introduzido ao WWE Hall of Fame em 1996.

## Carreira

### Início
Pat Patterson estreou em sua cidade natal em 1958 como "Pretty Boy" Pat Patterson, um lutador efeminado, de batom vermelho e sunga rosa, sendo acompanhado ao ringue por seu poodle. Patterson lutava frequentemente para afiliadas da National Wrestling Alliance durante os anos 60, e foi dez vezes tag team champion em San Francisco com diversos parceiros. Seu parceiro mais famoso foi Ray Stevens, com quem formou uma dupla heel, os Blond Bombers. Além disso, em San Francisco, Patterson foi seis vezes NWA United States Championship. Pat foi também um conhecido homossexual no mundo do wrestling profissional.
Após Steves se tornar babyface no fim dos anos 60, teve uma rivalidade com o heel Patterson, o que culminou em uma Texas Death match, na qual Stevens tirou o título de Patterson.
Em 1970 e 1971, Patterson passou a usar uma máscara durante as lutas, trapaceando ao colocar um objeto por trás da mesma para deixar suas cabeçadas mais fortes. Em 1972, Patterson se tornou um babyface, após uma rivalidade com Lars Anderson, que tinha como manager Dr. Ken Ramey. No mesmo ano, Pat se aliou a Rocky Johnson e ganhou o tag team championship. Em 1975 e 1981, Patterson venceu a Battle Royal do Cow Palace em San Francisco. Esse evento é tido como precessor do Royal Rumble. Pat deixou a companhia de San Francisco no meio dos anos 70.

### World Wrestling Federation/Entertainment

#### Lutador ativo
Em 1979, Patterson estreou na então World Wide Wrestling Federation, e em 19 de junho daquele ano derrotou Ted DiBiase, ganhando o WWF North American Championship. Em 15 de setembro de 1979, Patterson ganhou um torneio fictício no Rio de Janeiro, unificando o WWF North American Championship com o South American Championship para criar o WWF Intercontinental Championship. Patterson reteve o Intercontinental Championship até 21 de abril de 1980, quando foi derrotado por Ken Patera em New York City, New York. A luta terminou em controvérsia, já que Patterson colocou um dos pés na corda ao mesmo tempo que o júiz terminou a contagem.
Em 4 de maio de 1981, Patterson teve uma rivalidade com Sgt. Slaughter, que culminou em uma "Alley Fight" no Madison Square Garden. A luta foi votada pelo Wrestling Observer Newsletter como Luta do Ano.

#### Produção e aparições esporádicas
Patterson se aposentou do professional wrestling em 1984, se tornando comentarista, além de apresentar um segmento de entrevistas chamado "Le brunch de Pat", onde iria realizar perguntas educadamente em inglês e zombar dos convidados em francês. Ele se tornou um produtor da companhia e braço direito do promoter da WWF, Vince McMahon, e é creditato como inventor da Royal Rumble match. No final dos anos 90, ele também trabalhou no departamento de relações de talentos.
Em 1997, Patterson se tornou um "pateta" de Vince McMahon. Ele e Jerry Brisco se tornaram heels cômicos, ajudando McMahon em suas rivalidades com Stone Cold Steve Austin, Mankind e The Rock. Patterson e Brisco se tornaram membros da The Corporation e da The McMahon-Helmsley Faction, usando "Real American" como sua música tema para zombar Hulk Hogan. Em 12 de junho de 2000, a McMahon-Helmsley Faction ganhou controle sobre Kane depois de desmascará-lo, o forçando a enfrentar The Rock (então aliado de Kane) em uma No Holds Barred match. No entanto, Kane atacou a Faction. Patterson se tornou o mais velho WWF Hardcore Champion em 19 de junho de 2000 após cegar o campeão, Gerald Brisco, com champagne e depois quebrar em sua cabeça outra garrafa. Em 25 de junho, no King of the Ring, Patterson defenderia seu título contra Brisco em uma evening gown match escolhida por Vince McMahon após Patterson e Brisco lutarem dentro do vestiário feminino. Durante a luta, Crash Holly atacou os dois e fez o pinfall em Patterson, se tornando o campeão.
O Intercontinental Championship, unificado com o World Heavyweight Championship em 20 de outubro de 2002, voltou em 18 de maio de 2003 no Judgment Day em uma Battle Royal. Patterson, como o primeiro Intercontinental Champion, estava ao lado do ringue para dar o título ao vencedor. Booker T eliminou por último Christian, vencendo a luta. No entanto, o juiz estava inconsciente e não oficializou o fim da luta. Quando Patterson tentou dar o título para Booker T, Christian o atacou, roubou o cinturão e o usou para nocautear Booker T. O juiz se recuperou e deu a vitória a Christian.
Em outubro de 2004, Patterson se aposentou da World Wrestling Entertainment. Um de seus últimos atos foi uma notificação à administração dizendo que muito tempo estava sendo gasto com Triple H, o cunhado de Vince McMahon.[carece de fontes?] Patterson retornou à WWE em maio de 2005. Ele continua trabalhando como consultor. No WWE Breaking Point, Patterson fez uma aparição em sua cidade natal, Montreal, em um segmento com Dolph Ziggler. No SmackDown de 10 de abril, Patterson apareceu nos bastidores assistindo com outras lendas uma luta de Ryback.
A morte do lutador foi divulgada em 2 de dezembro de 2020 devido a um câncer.

## No wrestling
- Finalizações e Ataques secundários
  - Atomic drop
  - Diving knee drop
  - Figure four leglock
  - Headbutt
  - Sleeper hold
  - Stink face - Pós-aposentadoria

- Managers
  - The Grand Wizard of Wrestling

- Alcunhas
  - "Killer"
  - "Pretty Boy"

## Títulos e principais vitórias
- American Wrestling Association
  - AWA World Tag Team Championship (1 vez) - com Ray Stevens
- Cauliflower Alley Club
  - Outro honrado (1995)

- Championship Wrestling from Florida
  - NWA Florida Tag Team Championship (1 vez) - com Ivan Koloff
  - NWA Florida Television Championship (1 vez)
- Lutte Internationale
  - Canadian International Tag Team Championship (5 vezes) - com Raymond Rougeau (2) e Pierre Lefebvre (3)
- NWA Hollywood Wrestling
  - NWA Americas Heavyweight Championship (1 vez)
- NWA San Francisco
  - NWA San Francisco United States Championship (5 vezes)
  - NWA San Francisco Tag Team Championship (9 vezes) - com "Superstar" Billy Graham (1), Pedro Morales (1), Pepper Gomez (1), Peter Maivia (1), Moondog Mayne (1), Rocky Johnson (3), e Tony Garea (1)
- NWA Western States Sports
  - NWA Brass Knuckles Championship (1 vez)
  - NWA North American Heavyweight Championship (1 vez)
- New Japan Pro Wrestling
  - NWA North American Tag Team Championship (1 vez) - com Johnny Powers
- Pacific Northwest Wrestling
  - NWA Pacific Northwest Heavyweight Championship (3 vezes)
  - NWA Pacific Northwest Tag Team Championship (2 vezes) - com Tony Borne (1) e The Hangman (1)
- Pro Wrestling Illustrated
  - PWI Stanley Weston Award (2004)
  - PWI o elegeu #110 dos 500 melhores lutadores em 2003.
- World Championship Wrestling (Australia)
  - IWA World Tag Team Championship (1 vez) - com Art Nelson
- World Wrestling Federation
  - WWF Hardcore Championship (1 vez)
  - WWF Intercontinental Championship (1 vez, primeiro campeão)[5]
  - WWF North American Heavyweight Championship (1 vez)
  - WWF Hall of Fame (Turma de 1996)
  - WWE 24/7 Championship ( 1 vez)
- Wrestling Observer Newsletter awards
  - Match of the Year (1981) vs. Sgt. Slaughter em uma Alley Fight em 21 de abril
  - Worst Match of the Year (2000) vs. Gerald Brisco no King of the Ring em 25 de junho em Boston, Massachusetts
  - Wrestling Observer Newsletter Hall of Fame (Turma de 1996)